# كورة سفلي
كورة سفلي هي قرية في مقاطعة أرومية، إيران. يقدر عدد سكانها بـ 259 نسمة بحسب إحصاء 2016.